# Kuwania minuta
Kuwania minuta är en insektsart som beskrevs av Borchsenius 1955. Kuwania minuta ingår i släktet Kuwania och familjen pärlsköldlöss. Inga underarter finns listade i Catalogue of Life.